# Cambridgea ambigua
Espèce
Cambridgea ambigua est une espèce d'araignées aranéomorphes de la famille des Desidae.

## Distribution
Cette espèce est endémique de Nouvelle-Zélande.

## Publication originale
- Blest & Vink, 2000 : New Zealand spiders: Stiphidiidae. Records of the Canterbury Museum, vol. 13, Supplement, p. 1-27.